# Dendrobeania exilis
Dendrobeania exilis är en mossdjursart som först beskrevs av Walter Douglas Hincks 1882.  Dendrobeania exilis ingår i släktet Dendrobeania och familjen Bugulidae. Inga underarter finns listade i Catalogue of Life.